# Будённый, Владимир Николаевич
Владимир Николаевич Будённый — советский государственный и хозяйственный деятель.

## Биография
Родился 28 апреля 1912 году на станции Панюшино Лозовского района Харьковской области.
- В 1922—1928 — учился в 7-летней школе, после окончания поступил в 1-ю профтехшколу города Харькова на отделение слабых токов.
- В 1928—1930 — электромонтёр 21-го учебного завода Наркомата связи, города Харьков.
- В 1930—1931 — слушатель Рабфака Харьковского электромеханического института УССР. Методист по школам рабочей молодежи, по предприятиям чёрной металлургии в городе Макеевка, Сталино, Ханженково от Всеукраинского совета профсоюзных союзов УССР.
- В 1931—1934 — студент Харьковского электромеханического института УССР, окончил 3 курса.
- В 1934—1936 — студент Московского энергетического института.
- В 1937—1938 — инженер-инспектор электроинспекции Энергосбыта Мосэнерго. Заместитель начальника электроинспекции Энергосбыта Мосэнерго.
- В 1937—1938 — секретарь Комитета ВЛКСМ Энергосбыта.
- В 1938—1939 — начальник электроинспекции Энергосбыта Мосэнерго.
- В 1939—1943 — главный инженер, заместитель директора Энергосбыта Мосэнерго.
- В 1943—1952 — директор Энергосбыта Мосэнерго.
- В 1952—1954 — слушатель Энергетической академии Министерства электростанций СССР.
- В 1954—1957 — Управляющий Башкирэнерго.
- В 1957—1959 — заместитель Управляющего Мосэнерго.
- В 1959—1962 — директор ТЭЦ-16 Мосэнерго.
- 01.1963-06.1963 — Заместитель Министра энергетики и электрификации РСФСР.
- В 1963—1967 — начальник Главэнергокомплекта Министра энергетики и электрификации СССР.
- 29.05.1967-19.09.1983 — Заместитель Министра энергетики и электрификации СССР.

Умер в Москве 9 сентября 1983 года.

## Награды и звания
- Государственная премия СССР в области техники (1975 год, в составе коллектива) — за комплекс работ по созданию, освоению и применению газотурбинных плавучих электростанций «Северное сияние» в решении проблемы энергоснабжения отдалённых районов Северо-Востока СССР.
- Премия Совета Министров СССР.